# Marina Bouras
Marina Bouras (griechisch Μαρίνα Μπούρας, * 21. Februar 1970 in Athen) ist eine dänisch-griechische Schauspielerin.

## Leben
Marina Bouras wurde in Athen als Tochter eines Griechen und einer Dänin geboren. Ab ihrem sechsten Lebensjahr wohnte sie bei ihrer Mutter in Kopenhagen.
Sie absolvierte ihre Schauspielausbildung von 1991 bis 1995 an der Staatlichen Theaterhochschule in Kopenhagen. Ihr Bühnendebüt als Darstellerin hatte sie im Jahr 1995 am Aarhus Teater. Als Bühnendarstellerin wirkte sie in zahlreichen Theaterstücken, Musicals und in Kabarett-Programmen mit, so unter anderem auch am Königlichen Theater Kopenhagen, am Betty-Nansen-Theater, am Nørrebro-Theater, am Regionaltheater in Kolding oder am Theater Helsingør. Seit dem Jahr 1995 hat sie als Schauspielerin vor der Kamera in bislang mehr als 50 Film-und-Fernsehproduktionen mitgewirkt. Für ihr filmisches Schaffen wurde sie mit dem Reumert-Theaterpreis als Beste Hauptdarstellerin ausgezeichnet.
Marina Bouras ist seit 2004 mit dem Schauspieler Jens Albinus verheiratet, mit dem sie einen Sohn (* 2007) und eine Tochter (* 2010) hat. Die Familie lebt in Frederiksberg.

## Filmografie (Auswahl)
- 1995: Lille John
- 1995: Mappen
- 1996: Café Hector
- 1997: Taxa (Fernsehserie, 7 Folgen)
- 1998: I Wonder Who’s Kissing You Now
- 1998: Angel of the Night
- 1998: Idioten
- 1998–2000: Hvide Logne (Daily-Soap)
- 1999: Im Sog der Angst
- 2000–2003: Skjulte spor (Fernsehserie)
- 2004: Strings – Fäden des Schicksals
- 2004–2006: Der Adler – Die Spur des Verbrechens (Fernsehserie, 24 Folgen)
- 2009: This is Love
- 2013: Skytten
- 2014: Dicte (Fernsehserie, 1 Folge)
- 2015: Ditte & Louise (Fernsehserie)
- 2016: Anti
- 2017: Cavern
- 2019: Follow the Money (Fernsehserie, 1 Folge)
- 2020: Wenn die Stille einkehrt (Fernsehserie, 7 Folgen)
- 2021: Ekko
- 2022: Liebe und Anarchie (Fernsehserie, 5 Folgen)
- 2023: Den, der lever stille
- 2024: Die Wärterin (Vogter)